# Koichi Wakata
Kōichi Wakata (Japans: 若田 光一, Wakata Kōichi) (Omiya, 1 augustus 1963) is een Japans ruimtevaarder. Wakata’s eerste ruimtevlucht was STS-72 met de spaceshuttle Endeavour en vond plaats op 11 januari 1996. Het was een missie naar de Japanse Space Flyer Unit satelliet. De bemanningsleden verzamelde onderzoeksdata en voerde hierbij twee ruimtewandelingen uit.
Wakata maakte deel uit van NASA Astronaut Group 14. Deze groep van 24 ruimtevaarders begon hun training in 1992 en had als bijnaam The Hogs.
In totaal heeft Wakata vijf ruimtevluchten op zijn naam staan, waaronder meerdere missies naar het Internationaal ruimtestation ISS. Hij was tot 31 maart 2024 werkzaam voor de Japan Aerospace Exploration Agency, de nationale ruimtevaartorganisatie van Japan. 
In april 2024 trad Wakata als Chief Technical Officer in dienst bij Axiom Space.